# Алетсхаузен
Алетсхаузен (њем. Aletshausen) општина је у њемачкој савезној држави Баварска. Једно је од 34 општинска средишта округа Гинцбург. Према процјени из 2010. у општини је живјело 1.111 становника. Посједује регионалну шифру (AGS) 9774111.

## Географија
Алетсхаузен се налази у савезној држави Баварска у округу Гинцбург. Општина се налази на надморској висини од 527 метара. Површина општине износи 17,7 km².

## Становништво
У самом мјесту је, према процјени из 2010. године, живјело 1.111 становника. Просјечна густина становништва износи 63 становника/km².